# Ahmed Mahmoud Osman Darwish

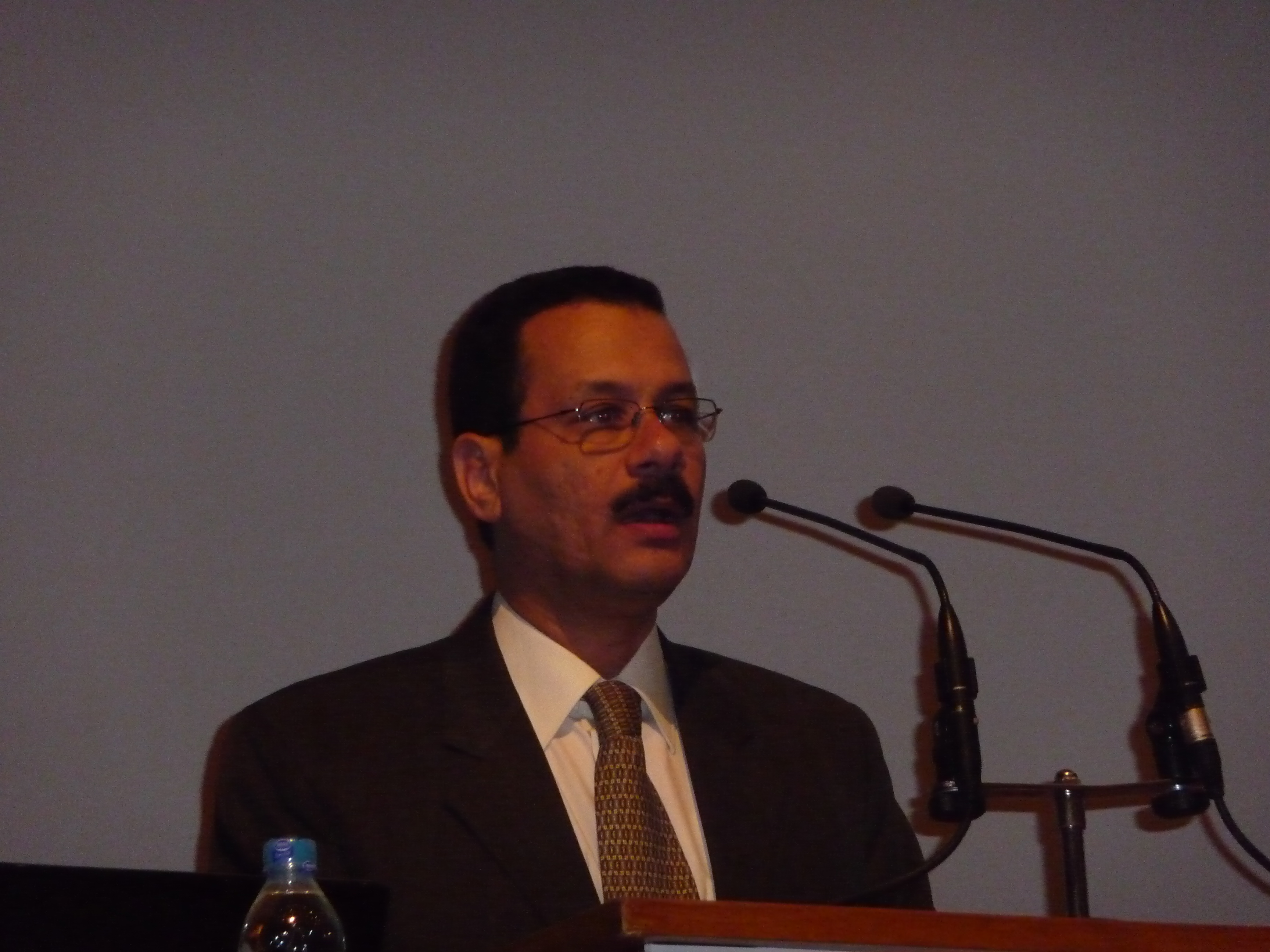
Ahmed Darwisch

Ahmed Mahmoud Osman Darwish (arabisch أحمد درويش Ahmad Darwisch, DMG Aḥmad Darwīš, meist gelistet als Ahmed M. Darwish; * 25. Mai 1959 in Kairo) ist ein ägyptischer Politiker.

## Leben
Darwish wurde 1981 Master of Science der Elektronik und der Nachrichtentechnik an der Universität Kairo. Er studierte ab 1984 an der Universität von Kalifornien, wo er 1988 zum Doktor der Elektrotechnik und der Informatik  promoviert wurde. Danach fungierte er als Berater in ägyptischen Institutionen und Behörden, wie dem Ministerium für Kommunikation und Informationstechnologie, der Middle East News Agency (MENA), dem Supreme Council of Antiquities, dem National Water Research Center (NWRC), der technischen Abteilung des Ministeriums für Bewässerung und Wasserwirtschaft (MED) und der Tourism Development Authority (TDA). Weiters war er in  internationalen Organisationen wie UNESCO (Ernährungs- und Landwirtschaftsorganisation), der Europäischen Union und der Weltbank beratend tätig. Als Berater des Ministeriums für Kommunikation und Informationstechnologie unter Ahmed Nazif, leitete Darwish ein E-Government-Projekt. Ahmed Mahmoud Osman Darwish gilt als liberaler Reformer, dem es gelang Verwaltungsstrukturen aufzulösen.
Ahmed M. Darwish war von 5. Oktober 1999 bis 9. Juli 2004 im Kabinett Abaid und von 9. Juli 2004 bis 29. Januar 2011 im Kabinett Nazif Staatsminister für administrative Entwicklung.